# Eloise, la figlia di D'Artagnan
Eloise, la figlia di D'Artagnan (La Fille de d'Artagnan) è un film del 1994 diretto da Bertrand Tavernier.

## Trama
Nell'autunno 1654 la giovane e focosa Eloise, figlia dell'eroico capitano guascone D'Artagnan, degna di suo padre come spadaccina, è testimone al convento dell'assassinio della madre Badessa. I colpevoli sono il duca di Crassac e una donna in rosso, Eglantine de Rochefort, dediti al traffico degli schiavi e al commercio del caffè. Eloise sospetta un complotto contro il re e fugge verso Parigi e la corte per chiedere aiuto a suo padre in modo da avvertire il giovane re e il cardinale Mazarino.
L'intervento di Eloise riporta in attività i tre moschettieri, Athos, Porthos e Aramis, ormai in pensione, che riprendono il servizio per questa ultima missione.